# Данилов Починок
Дани́лов Почи́нок (рос. Данилов Починок) — присілок у складі Тотемського району Вологодської області, Росія. Входить до складу Мосеєвського сільського поселення.

## Населення
Населення — 98 осіб (2010; 220 у 2002).
Національний склад (станом на 2002 рік):
- росіяни — 99 %